# Садлер (Тексас)
Садлер (енгл. Sadler) град је у америчкој савезној држави Тексас. По попису становништва из 2010. у њему је живело 343 становника.

## Демографија
Према попису становништва из 2010. у граду је живело 343 становника, што је 61 (15,1%) становника мање него 2000. године.
| Група             | 2000.       | 2010.       |
| Белци             | 395 (97,8%) | 319 (93,0%) |
| Афроамериканци    | 1 (0,2%)    | 0 (0,0%)    |
| Азијати           | 0 (0,0%)    | 0 (0,0%)    |
| Хиспаноамериканци | 4 (1,0%)    | 17 (5,0%)   |
| Укупно            | 404         | 343         |